# Freienbach
Freienbach ist eine politische Gemeinde im Bezirk Höfe des Kantons Schwyz in der Schweiz. Hauptort und weitaus grösster Ortsteil der Gemeinde Freienbach ist Pfäffikon SZ.
Die am Zürichsee gelegene Gemeinde besteht aus fünf Ortschaften: Pfäffikon SZ, Freienbach, Wilen bei Wollerau, Bäch SZ und Hurden.
Freienbach ist bevölkerungsmässig das grösste Gemeinwesen im Kanton Schwyz. Dies liegt nicht zuletzt an der starken Entwicklung der letzten Jahrzehnte, die durch Eröffnung der Autobahn A3 im Jahr 1968 und durch neue Bildungs-, Einkaufs- und Erholungseinrichtungen beschleunigt wurde. Freienbach liegt in der Nähe zur Stadt Zürich und hat eine tiefe Steuerlast, was zahlreiche Zuzüger zur Folge hat. Obwohl für den Ortsteil Pfäffikon SZ ein städtebauliches Konzept erarbeitet wird, definiert sich Freienbach nicht als Stadt, sondern als Gemeinde mit fünf Dörfern. Diese sollen auch in Zukunft eigenständig bleiben. Freienbach ist Teil der Agglomeration Zürich. Auffallend sind einige dominierende Hochhäuser im Ortsteil Pfäffikon SZ. Zum Gemeindegebiet gehören die beiden Inseln Ufenau und Lützelau sowie das Schutzgebiet Frauenwinkel mit dem grössten Schilfgebiet des Zürichsees (Bundesinventar), aber auch ein Teil des Etzelpasses.

## Geographie
Die Gemeinde Freienbach liegt am linken Ufer des Zürichsees und am Fusse des Etzels. Die beiden Inseln, Ufnau und Lützelau, im Zürichsee gehören zur Gemeinde. Die Ufnau ist mit Kursschiffen erreichbar.
Die Gemeinde Freienbach ist über den Seedamm mit der Stadt Rapperswil-Jona verbunden. Gemeinsam bilden sie das Zentrum der Agglomeration Obersee. Beim Seedamm findet sich im Zürichsee ein Dreikantonseck (St. Gallen, Schwyz und Zürich) ().
Die Gemeinde Freienbach liegt an der Autobahn A3 Chur-Zürich. Sie ist zudem über das nationale Bahnnetz gut erschlossen und in das Zürcher S-Bahn-Netz integriert mit folgenden Linien:
- S 8 Winterthur – Wallisellen – Zürich HB – Thalwil – Pfäffikon SZ  (Freienbach SBB)
- S 40 Rapperswil – Pfäffikon SZ – Einsiedeln  (Freienbach SOB)
- SN8 Pfäffikon ZH – Wallisellen – Zürich HB – Thalwil – Lachen  (Freienbach SBB, ZVV-Nachtnetz)

Gesamtfläche: 20,31 km²
- Kulturland: 35,9
- Wald: 13,7

Von der Gesamtfläche entfallen:
- Ortsteil Pfäffikon: 11,5 km²
- Ortsteil Freienbach: 3,0 km²
- Ortsteil Wilen: 2,5 km²
- Ortsteil Bäch: 2,0 km²
- Ortsteil Hurden: 1,31 km²

Höhe über Meer
- Höchster  Punkt: Schönboden 1022 m ü. M.
- Tiefster Punkt: Zürichsee 406 m ü. M.

## Wappen
Das heutige Gemeindewappen wurde 1948 nach jahrzehntelangen Auseinandersetzungen von der Hofleute-Korporation übernommen und zeigt drei nach rechts schreitende goldene Löwen im roten Feld. Die Symbolik hängt eng mit der historischen Verbindung zum Herzogtum Schwaben zusammen, das die drei übereinander schreitenden Löwen als sogenannte «Stauferlöwen» seit dem 13. Jahrhundert auf Schild und Fahnen trug.
Der Bezug zum Herzogtum ergibt sich vom Ufnau-Inselheiligen Adelrich, von dessen Mutter Reginlinde und einem späteren Klosterabt, der ebenfalls dem Herzogengeschlecht von Schwaben angehört haben soll.

## Ortschaften

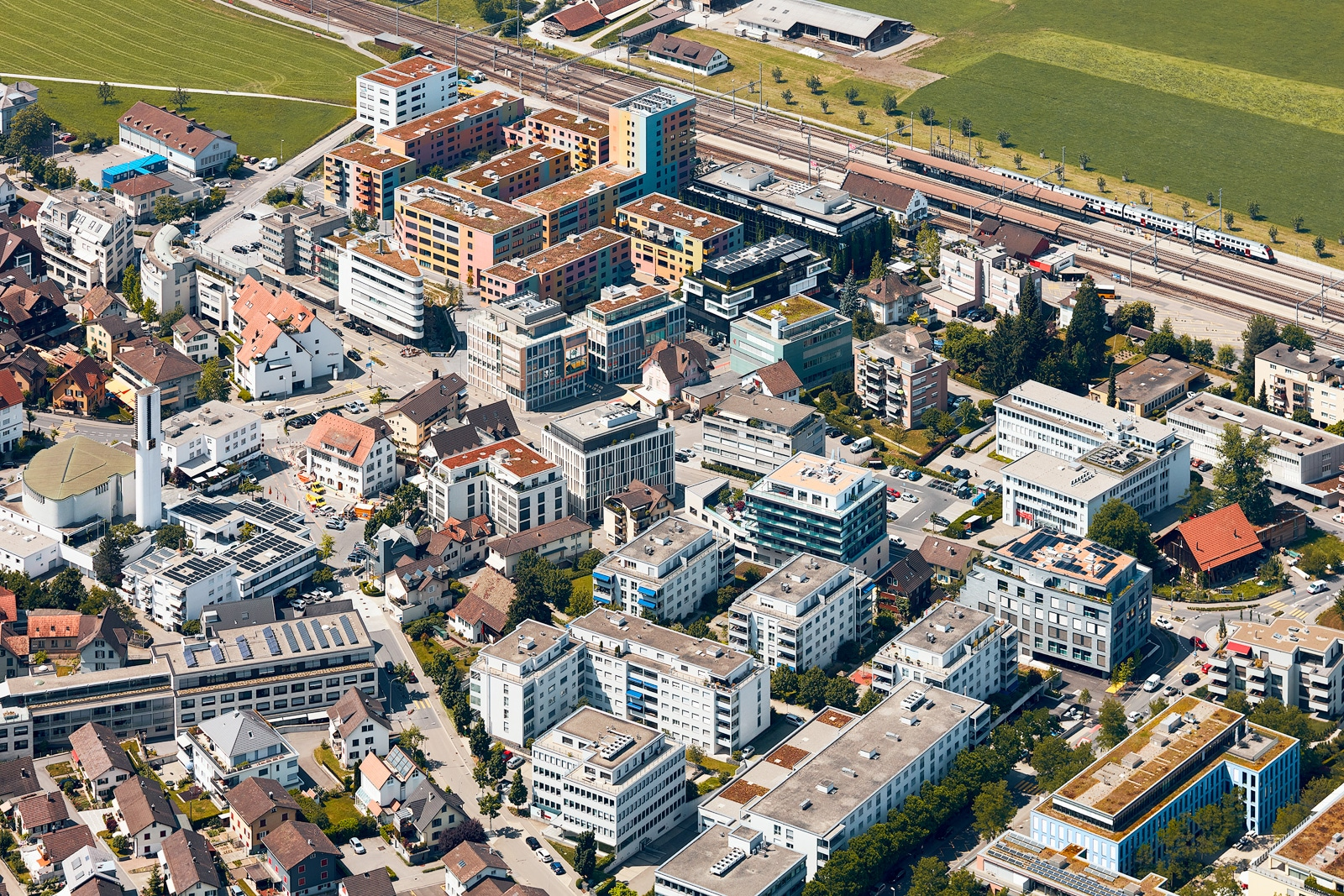
Pfäffikon

### Pfäffikon SZ
Pfäffikon (416 m ü. M.) östlich von Freienbach liegt am Fusse des Etzels.

### Wilen bei Wollerau
Die Ortschaft Wilen (492 m ü. M.) südwestlich von Freienbach.

### Freienbach
Das Dorf Freienbach (418 m ü. M.) westlich von Pfäffikon. Die Pfarrkirche ist dem Ortsheiligen Adalrich geweiht.

### Bäch SZ
Die Ortschaft Bäch (410 m ü. M.) westlich von Freienbach.

### Hurden
Der Weiler Hurden (408 m ü. M.) nördlich von Pfäffikon.

## Bevölkerung
| Bevölkerungsentwicklung Gemeinde Freienbach | Bevölkerungsentwicklung Gemeinde Freienbach |
| Jahr                                        | Einwohner                                   |
| ------------------------------------------- | ------------------------------------------- |
| 1850                                        | 2'058                                       |
| 1900                                        | 2'270                                       |
| 1950                                        | 3'950                                       |
| 1960                                        | 5'423                                       |
| 1970                                        | 8'487                                       |
| 1980                                        | 9'874                                       |
| 1990                                        | 11'332                                      |
| 2000                                        | 13'375                                      |
| 2005                                        | 14'727                                      |
| 2010                                        | 15'779                                      |
| 2015                                        | 16'134                                      |
| 2020                                        | 16'487                                      |

Einwohner Ende 2020: 16'487 Personen
- Pfäffikon: 7317
- Wilen: 4151
- Freienbach: 2993
- Hurden: 291
- Bäch: 1605

### Religionen – Konfessionen
- Römisch-katholisch: 43 %
- Evangelisch-reformiert: 18 %
- Andere/Keine: 40 %

## Wirtschaft
- Landwirtschaft: ca. 2 %
- Industrie und Gewerbe:ca. 33 %
- Dienstleistungssektor: ca. 65 %

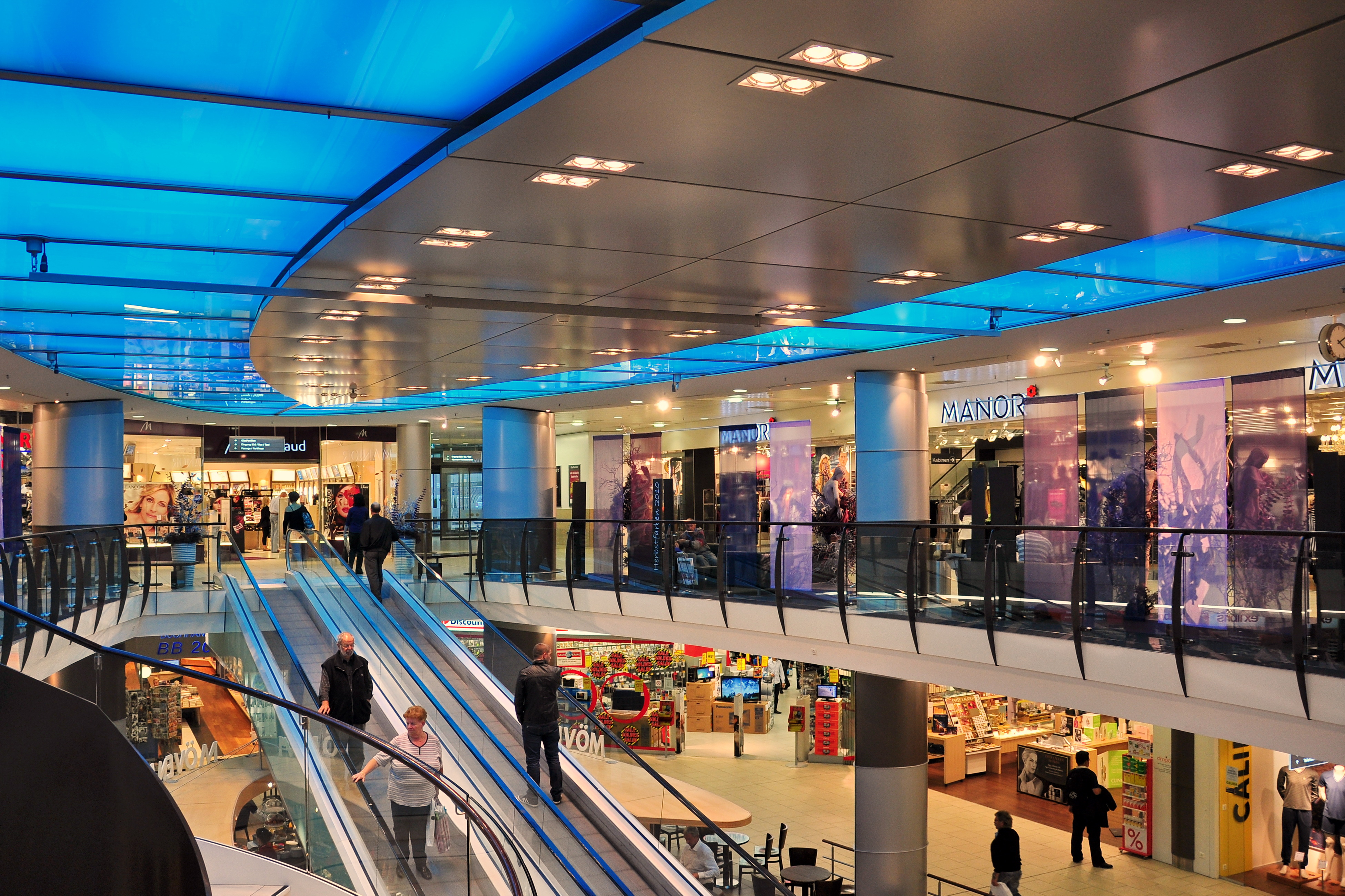
Seedamm-Center

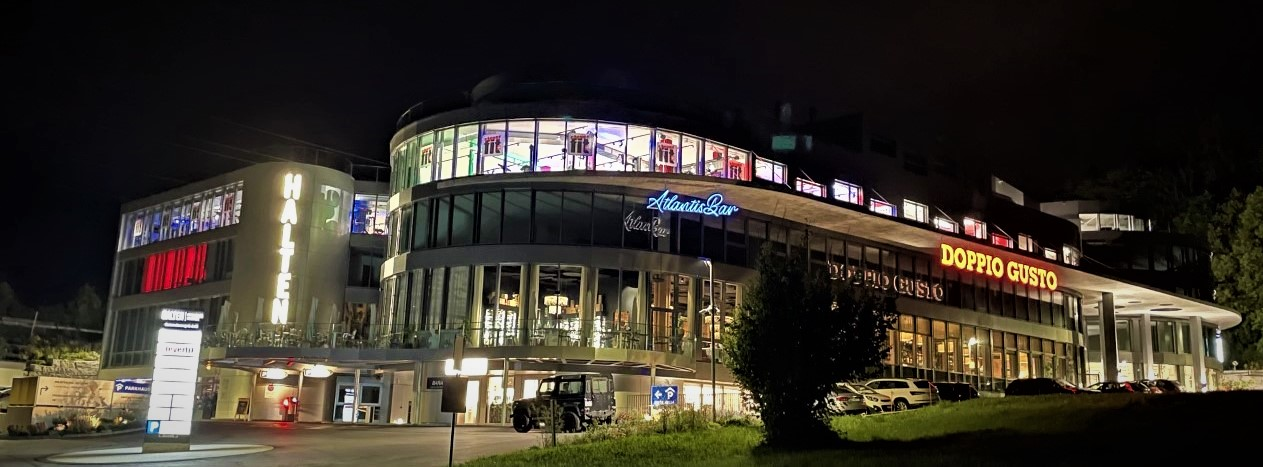
Halten Business Center

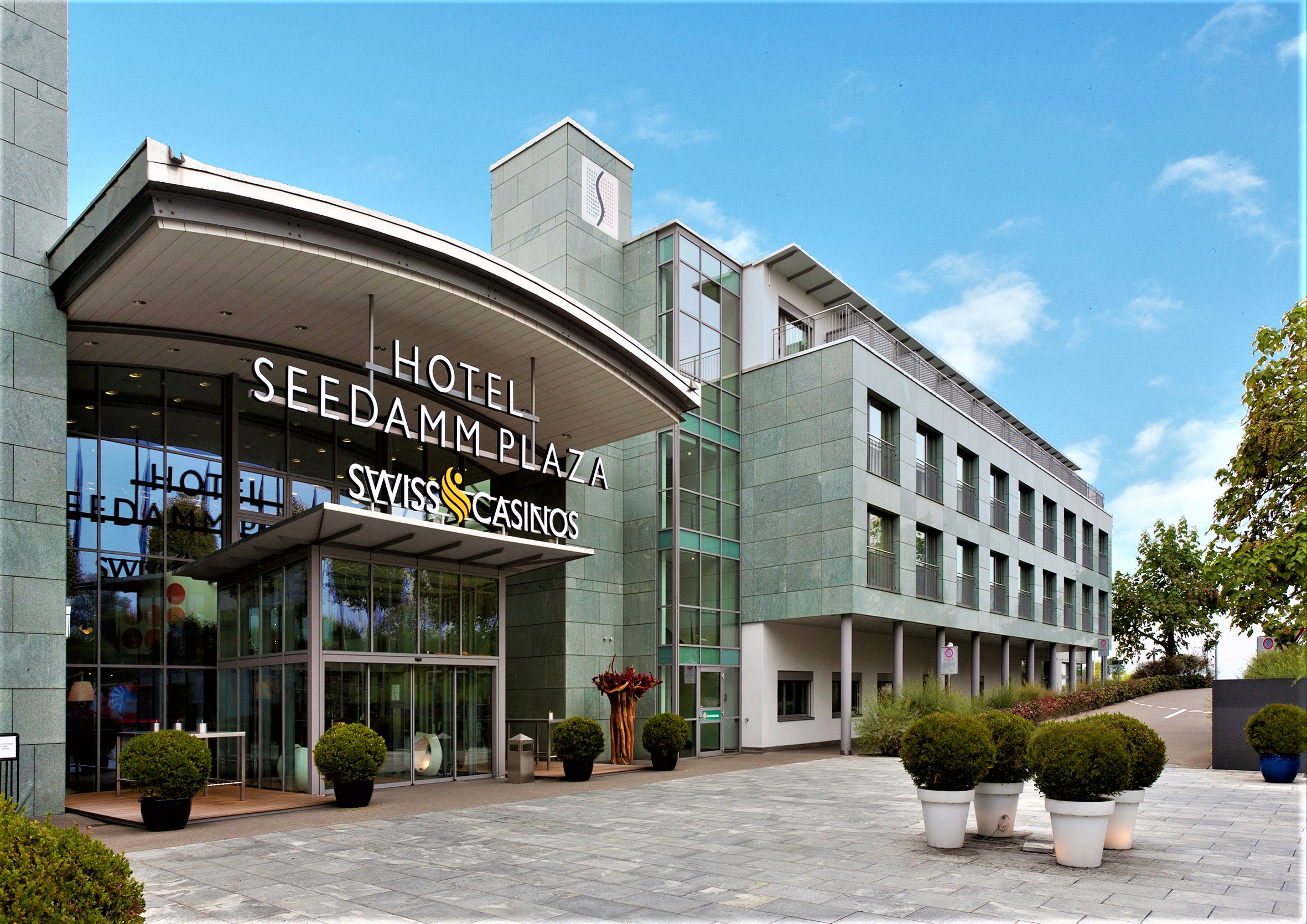
Seedamm Plaza – Das Eventhotel

- Das Seedamm Plaza – Das Eventhotel verfügt über 40 Sitzungs-, Seminar- und Konferenzräume, für 4 bis 550 Personen. Auch für Steh-Cocktails, Gala-Dinners oder Firmenevents für bis zu 1000 Personen ist es geeignet. Zudem gibt es 142 Gästezimmer, Saunabereich, Dampfbad, Fitnessraum und ein Swiss-Casino mit 11 Spieltischen und 155 Geldspielautomaten.
- Das Seedamm-Center in Pfäffikon SZ ist das grösste Shopping-Center am Oberen Zürichsee. Auf 20'103 m2 Verkaufsfläche befinden sich 48 Geschäfte. 1'500 Parkplätze stehen in einer dreigeschossigen Tiefgarage und auf dem begrünten Centerareal zur Verfügung. Das Seedamm-Center zählt zu den umsatzstärksten Einkaufszentren in der Schweiz.
- Halten Business Center: Am südwestlichen Ortseingang von Pfäffikon SZ steht das Halten Business Center. Das Geschäftszentrum verfügt über ein Fitnesscenter, Büroräume, Club-Bar, Gastronomie, Ladenlokale, Parkplätze usw.
- Das Alpamare in Pfäffikon ist ein überdachtes Erlebnisbad. Es war das erste dieser Art in der Schweiz. Das Schwimmbadareal ist 25'000 m² gross und verfügt über zwölf Wasserrutschbahnen mit einer Länge von insgesamt 2,1 km

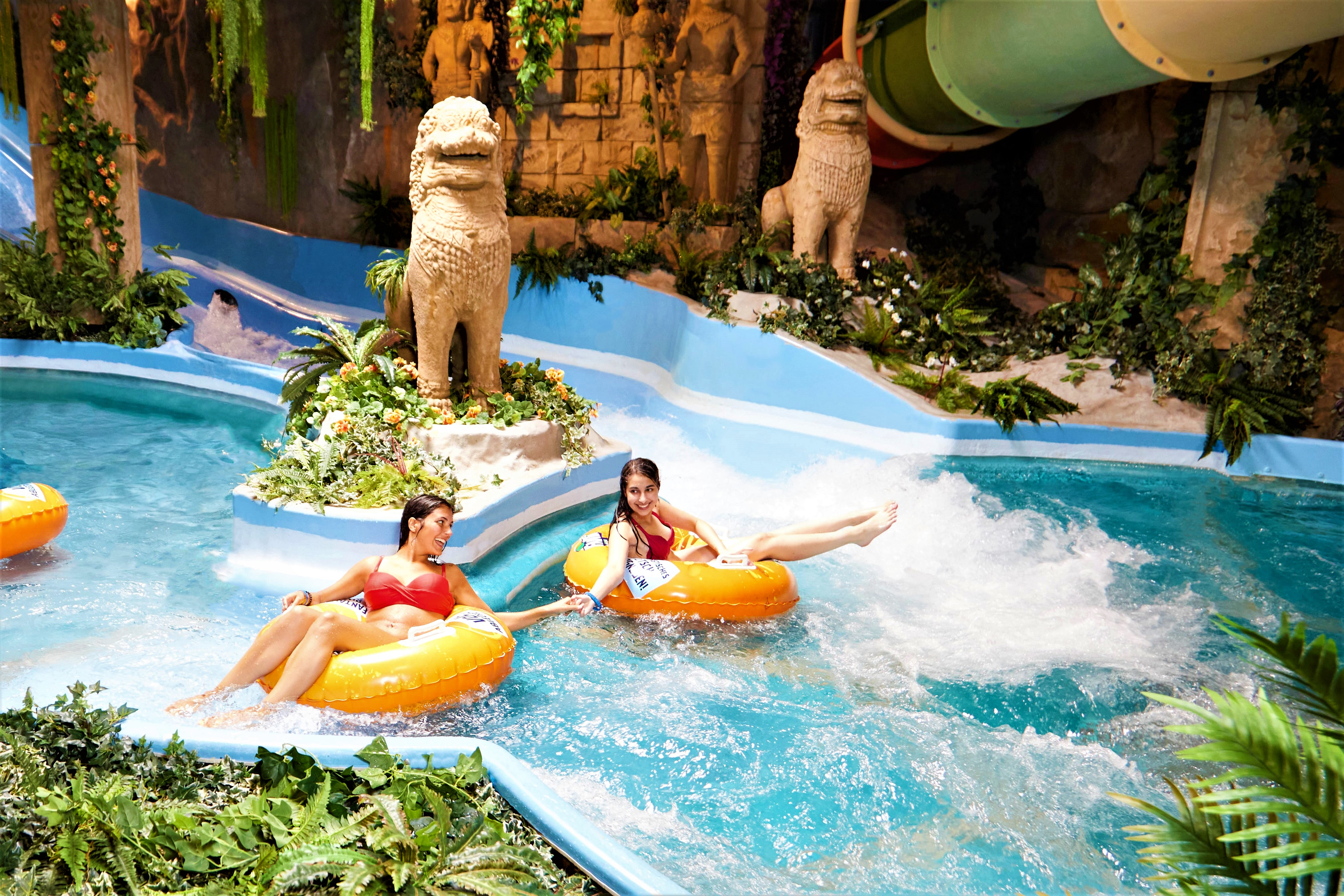
Alpamare - Das Erlebnisbad

## Geschichte
Erstmalige geschichtliche Erwähnung: Inseln Ufnau und Lützelau 741 in einer Urkunde des Klosters St. Gallen. Die Dörfer Freienbach, Pfäffikon und Bäch 965, bzw. 972 in den Schenkungsurkunden der Kaiser Otto I. und Otto II. an das Kloster Einsiedeln. Freyenbach ist eine frühere Schreibweise.

## Politik
Der Gemeinderat bildet die Exekutive der Gemeinde Freienbach. Er besteht aus neun Mitgliedern, der alle zwei bzw. vier Jahre neu gewählt wird. Der Sitz der Verwaltung befindet sich im Gemeindehaus Schloss und Dorf in Pfäffikon.
Bei den Nationalratswahlen 2023 betrugen die Wähleranteile in Freienbach: SVP 35,7 % (−2,0 %), FDP 24,3 % (−1,4 %), Mitte 14,7 % (+2,8 %), SP 10,3 % (−2,9 %), glp 5,3 % (−1,4 %), GPS 2,9 % (−0,9 %), EVP 0,4 % (−0,6 %).

## Bilder

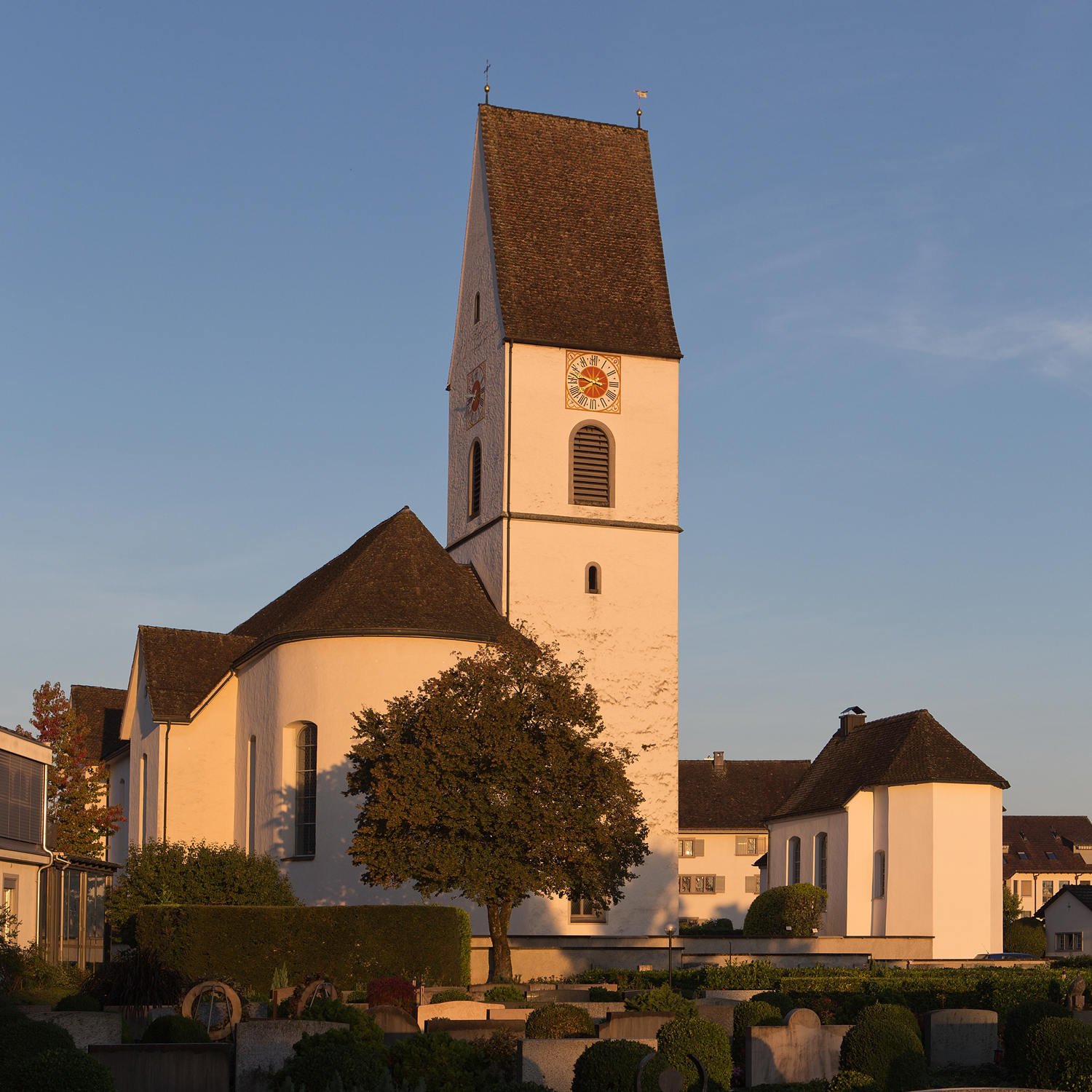
Pfarrkirche St. Adelrich
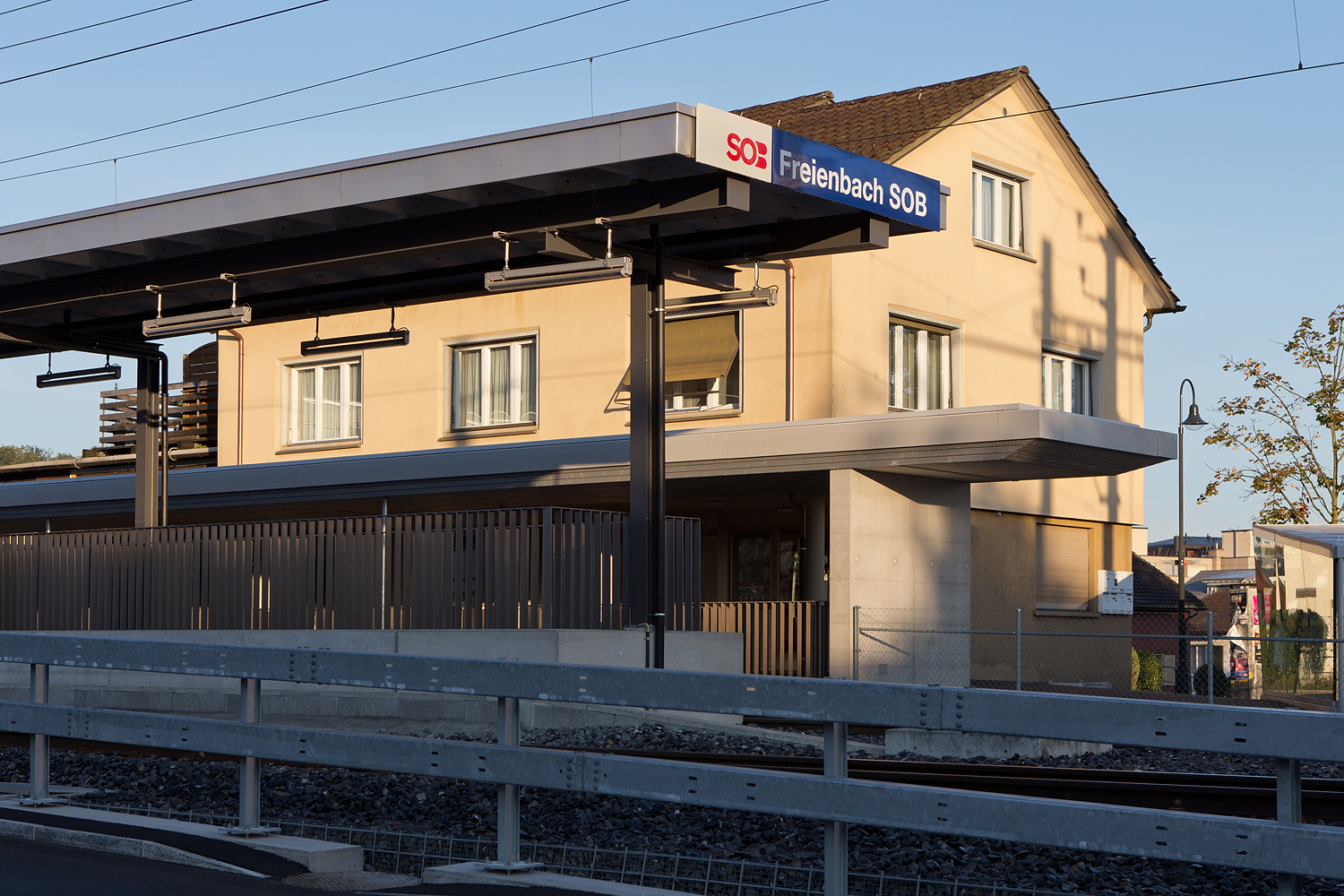
Bahnhof SOB
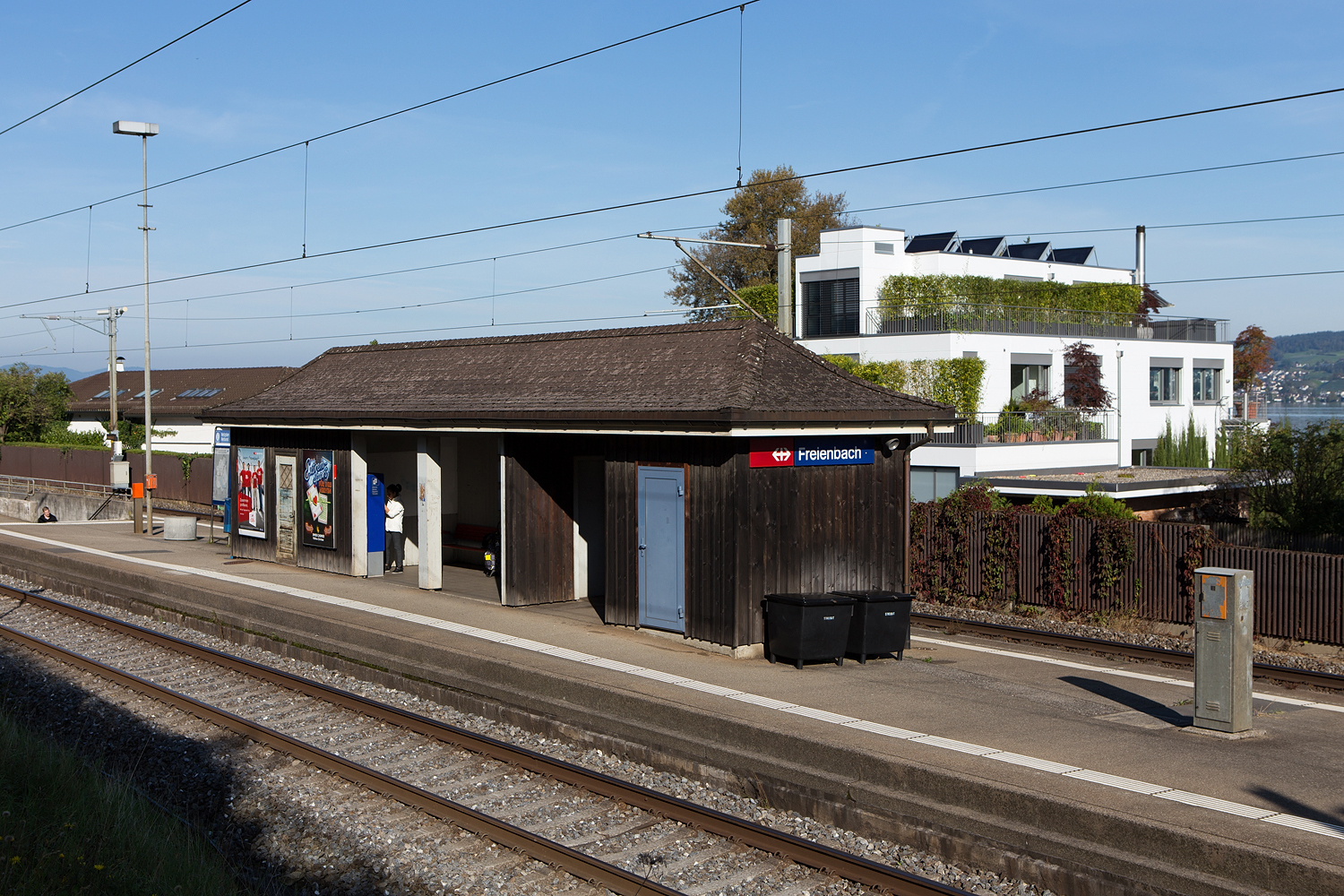
Haltestelle SBB
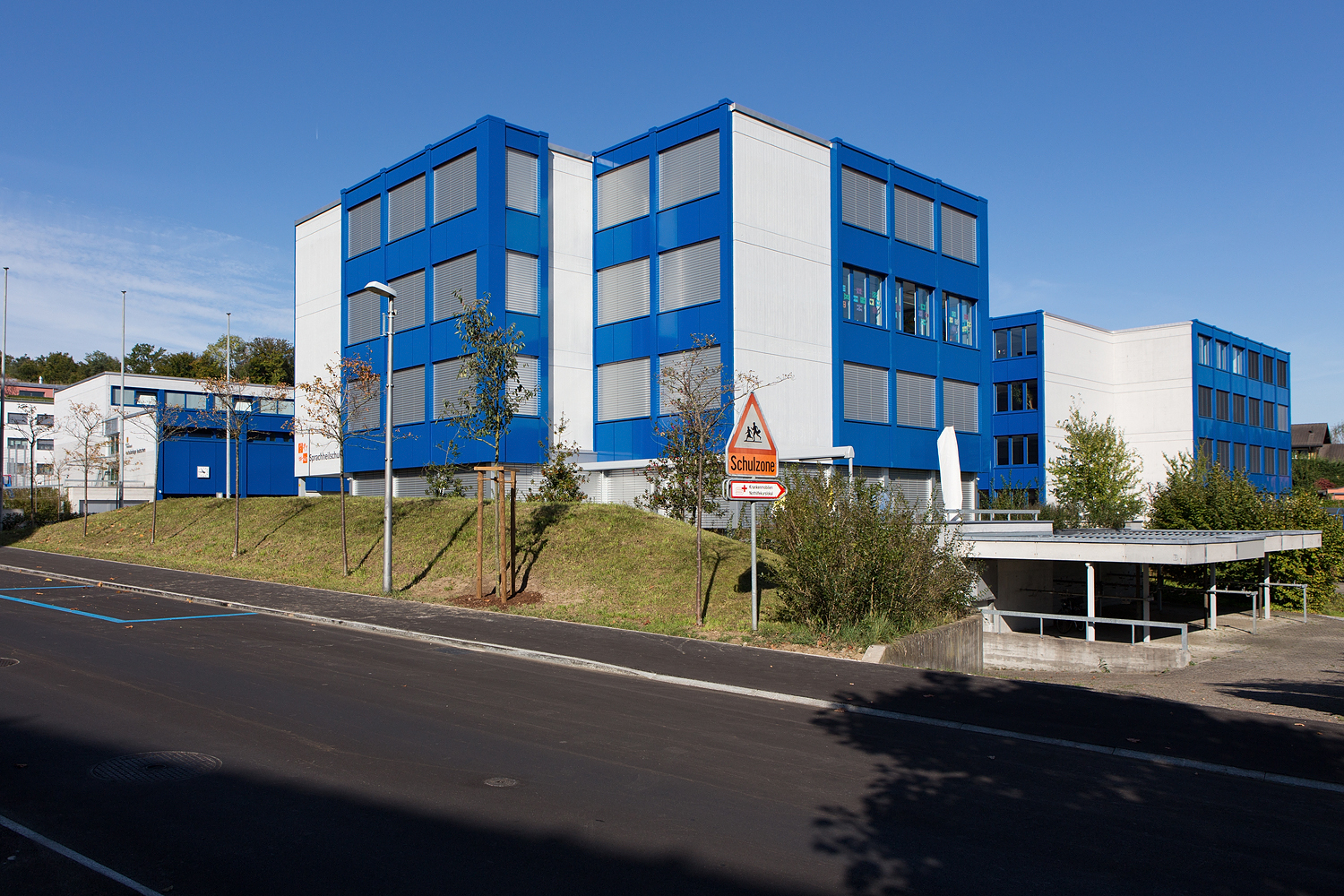
Schulanlage Leutschen
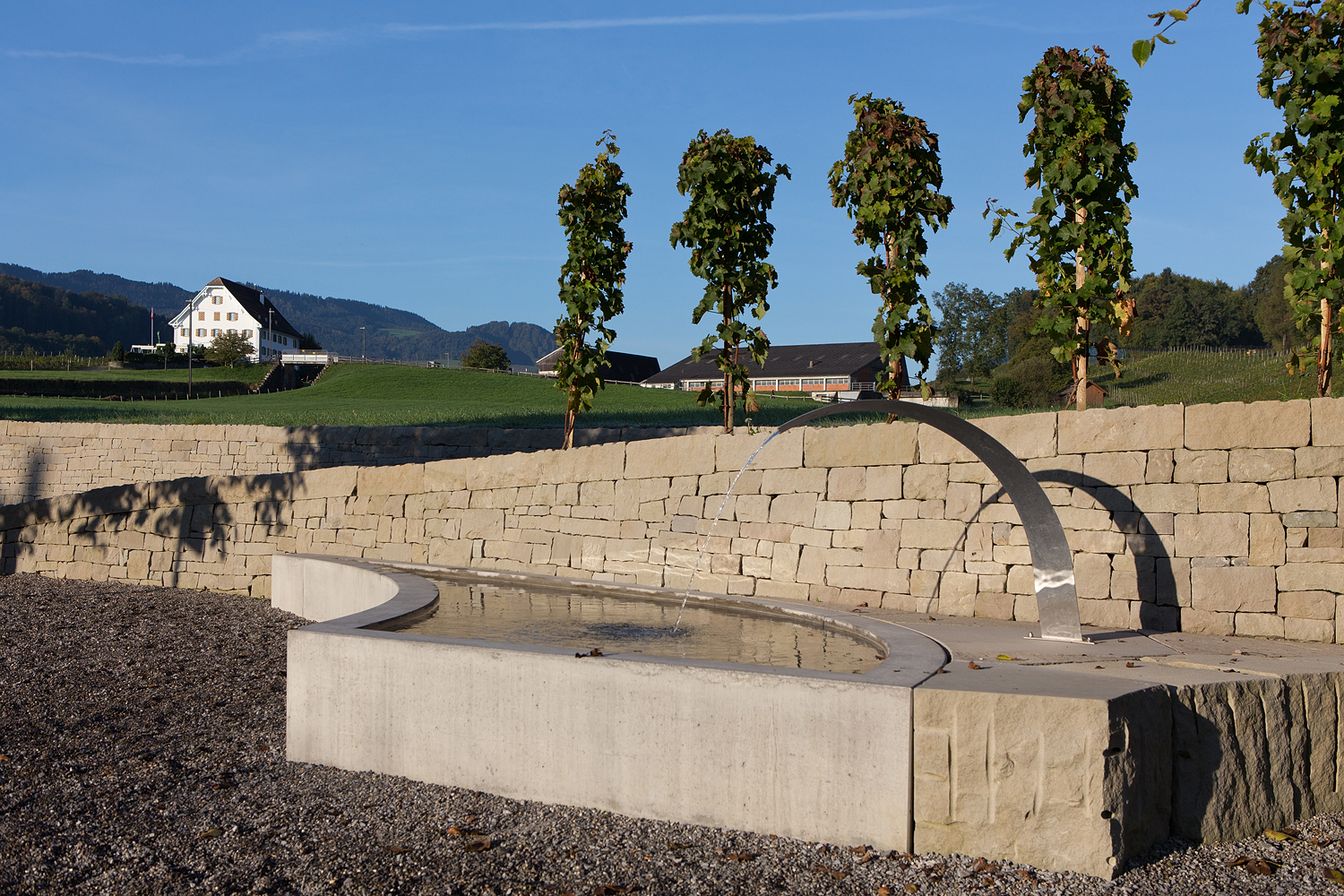
Grueb, Rebpfad
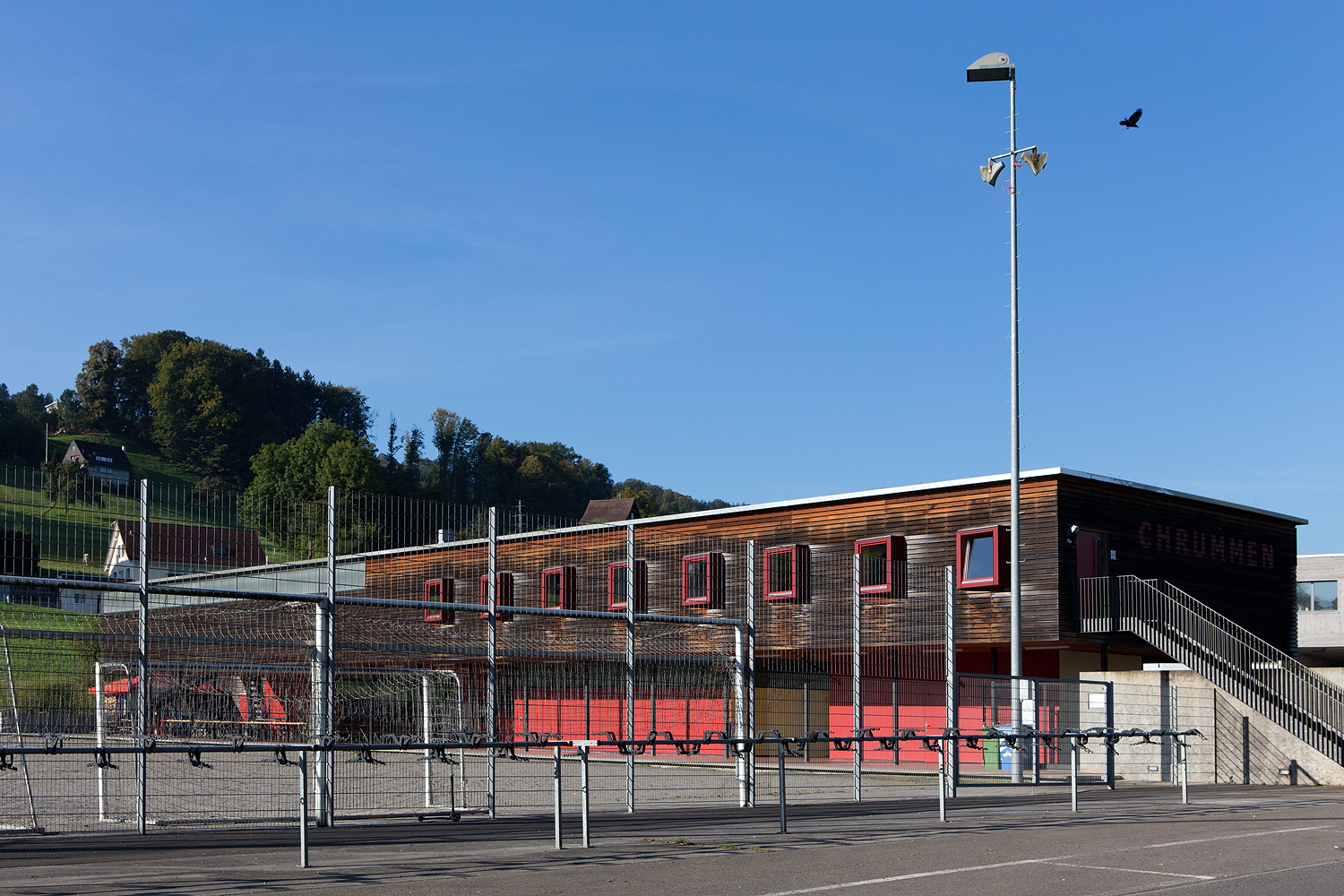
Sportanlage Chrummen
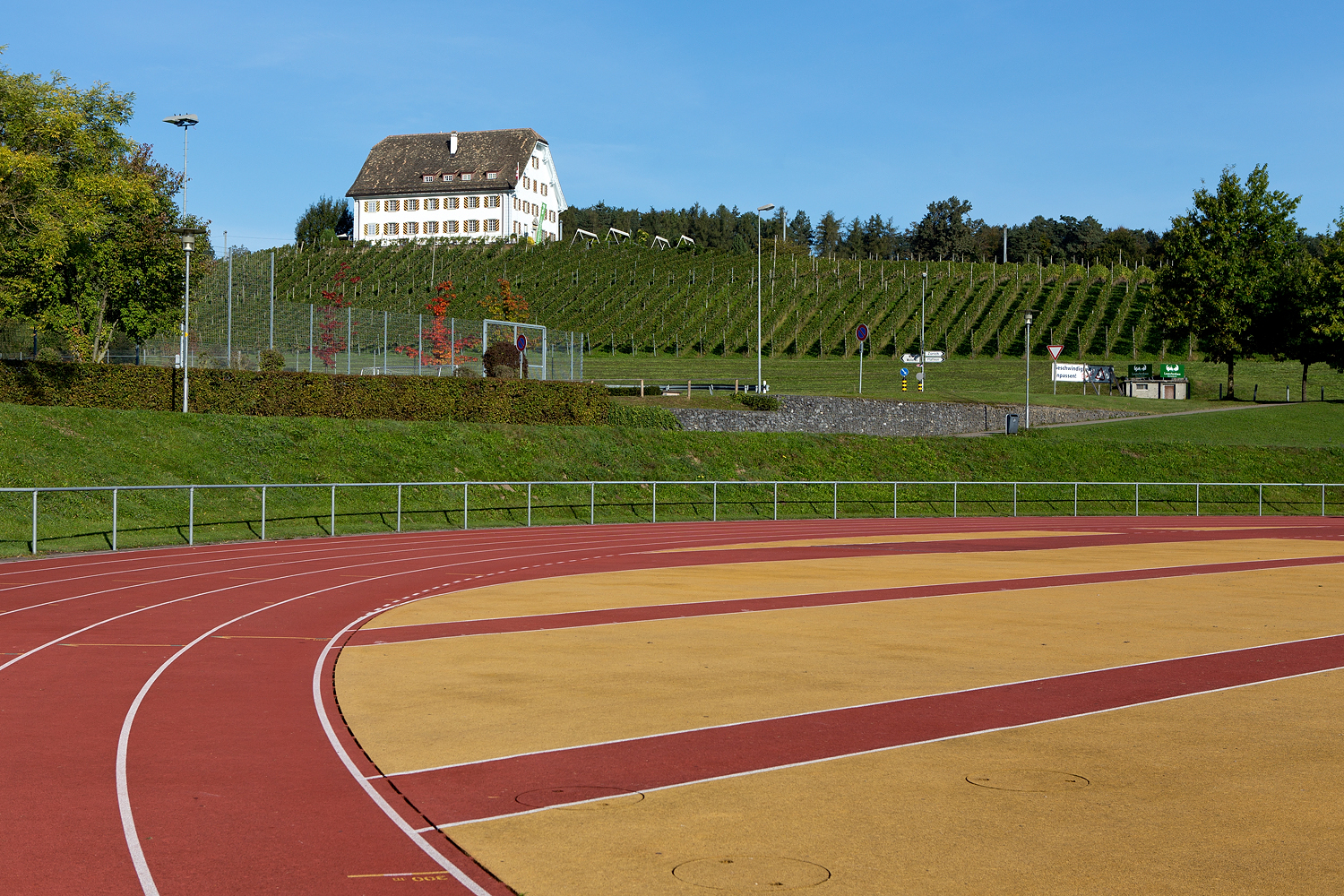
Sportplatz und Leutschenhaus
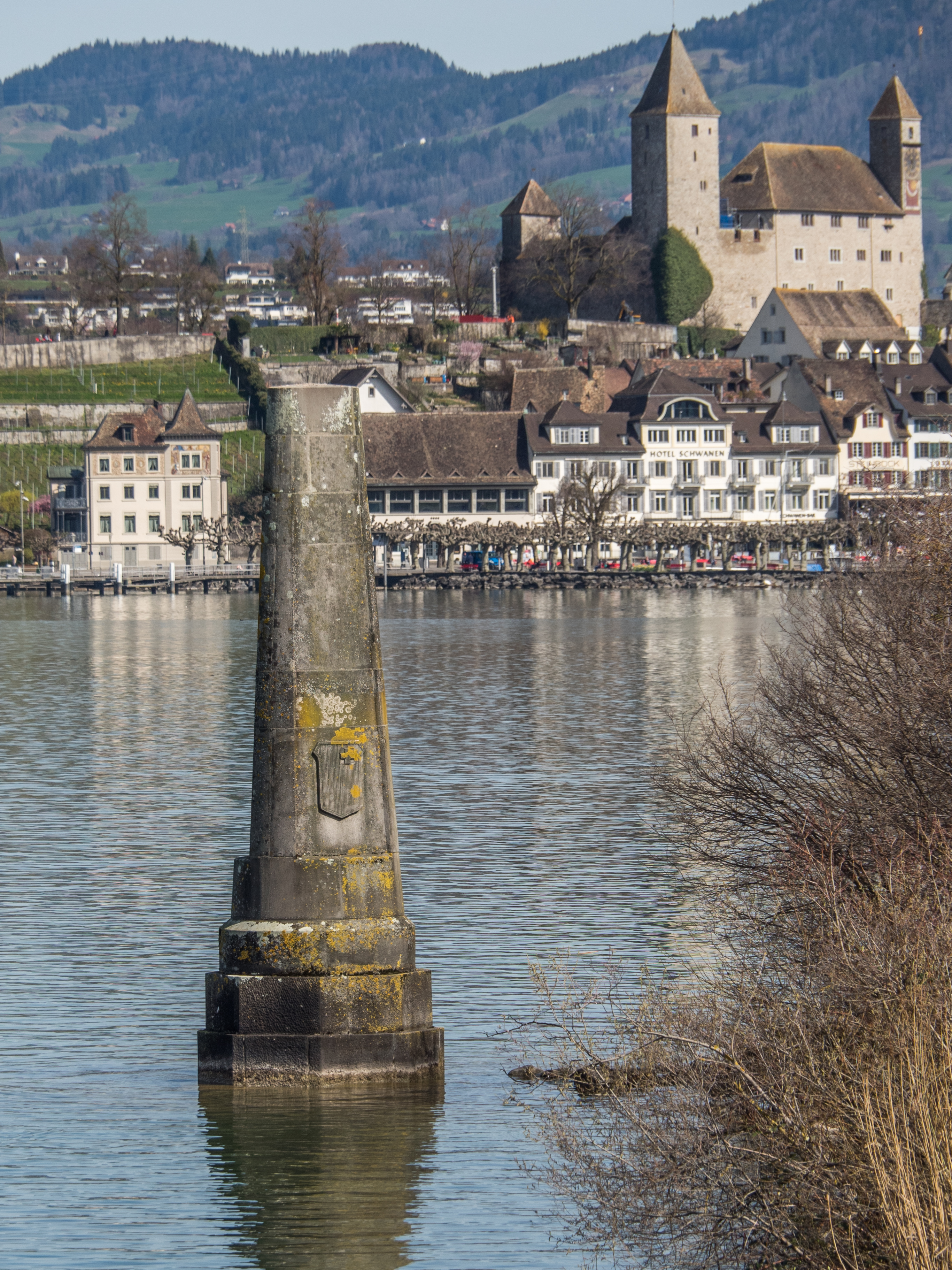
Dreikantonseck (Schwyz, St. Gallen und Zürich) Grenzsäule im Zürichsee

### Historische Luftbilder

1919, aus 300 m Höhe von Walter Mittelholzer
1919, aus 50 m Höhe von Walter Mittelholzer
19. August 1931, aus 200 m Höhe von Walter Mittelholzer
Vor 1937, aus niedriger Höhe von Walter Mittelholzer